# پایگاه هوایی گارد ملی وارفیلد
 پایگاه هوایی گارد ملی وارفیلد  (به انگلیسی: Warfield Air National Guard Base)  یک فرودگاه    است . این فرودگاه در  کشور ایالات متحده آمریکا قرار دارد .